# Big Show
Paul Donald Wight II, meglio conosciuto come Big Show (Aiken, 8 febbraio 1972), è un wrestler e attore statunitense sotto contratto con la All Elite Wrestling.
Wight è un sette volte campione del mondo, avendo vinto il WCW World Heavyweight Championship due volte, il WWF/E Championship due volte, l'ECW World Championship una volta e il World Heavyweight Championship due volte, facendo di lui il primo e unico wrestler ad aver detenuto tutti questi quattro titoli. In aggiunta a questi titoli, ha vinto anche l'Intercontinental Championship una volta, lo United States Championship una volta e l'Hardcore Championship tre volte. È inoltre un undici volte campione di coppia, avendo vinto il World Tag Team Championship cinque volte (due volte con The Undertaker e una volta ciascuno con Kane, Chris Jericho e The Miz), il WWE Tag Team Championship tre volte (una volta ciascuno con Chris Jericho, The Miz e Kane) e il WCW World Tag Team Championship tre volte (una volta ciascuno con Lex Luger, Sting e Scott Hall). È il ventiquattresimo Triple Crown Champion, il tredicesimo Grand Slam Champion nella storia della WWE e il terzo lottatore (dopo Kurt Angle e Edge) ad aver detenuto ogni titolo maschile attivo in WWE. Tra WWE e WCW, ha detenuto 23 titoli in totale. È stato anche il vincitore dell'annuale World War 3 60-man Battle Royal della WCW nel 1996 e ha lottato nel main event in molti pay-per-view per la WCW e la WWF/E dalla metà degli anni novanta, tra cui l'edizione 2000 del principale evento annuale della WWE, WrestleMania.
Al di fuori del wrestling è apparso in film e serie televisive come Waterboy, Star Trek: Enterprise, Royal Pains, Psych, Burn Notice - Duro a morire e nella serie Netflix Lo show di Big Show.

## Carriera

### Gli inizi
Wight è stato un giocatore di pallacanestro nella Wichita State University e nel 1994 inizia a dedicarsi al wrestling. Mentre assisteva a una partita di pallacanestro conosce Hulk Hogan, che gli consiglia di andarsi ad allenare nella federazione dove militava egli stesso, cioè la World Championship Wrestling.

### World Championship Wrestling (1995–1999)

#### WCW World Heavyweight Champion (1995–1996)
Nel 1995, Wight firmò con la World Championship Wrestling, venendo annunciato come il figlio di André the Giant (tuttavia l'angle venne presto abbandonato) e di conseguenza usò il nome The Giant come membro del Dungeon of Doom di Kevin Sullivan. Fece il suo debutto ad Halloween Havoc 1995 sconfiggendo Hulk Hogan per squalifica (grazie all'interferenza di Jimmy Hart). Così facendo, divenne WCW World Heavyweight Champion a causa della stipulazione che fu rivelata più tardi, in cui il titolo avrebbe potuto cambiare di mano anche per squalifica. Una settimana più tardi, venne privato del titolo a causa del controverso finale del match.
The Giant fallì la riconquista del titolo a World War 3 quando egli e Hogan si eliminarono a vicenda, permettendo a Randy Savage di diventare campione. A Clash of the Champions XXXII, lui e Ric Flair sconfissero Hogan e Savage, ma venne successivamente sconfitto da Hogan a Superbrawl VI in uno Steel cage match. Dopo aver avuto una breve faida con Loch Ness, The Giant riconquistò il World Heavyweight Championship sconfiggendo Flair.

#### New World Order (1996–1999)
Dopo aver formato il New World Order, Hogan batté The Giant per il titolo a Hog Wild per merito dell'interferenza di Scott Hall e Kevin Nash.
The Giant si unì all'nWo 23 giorni dopo, citando come motivazione i soldi di Ted DiBiase. Dopo aver vinto la Battle Royal a World War 3, chiese a Hogan un incontro per il World Heavyweight Championship. A tal fine, fu estromesso dall'nWo il 30 dicembre. Iniziò così una rivalità con l'nWo e insieme a Sting e Lex Luger, vinse per due volte il WCW World Tag Team Championship.
Nel 1997, iniziò una rivalità con Kevin Nash, membro dell'nWo, che aveva evitato di affrontarlo non presentandosi nel loro incontro programmato a Starrcade. Nel 1998, a Souled Out, i due si affrontarono, ma Nash infortunò accidentalmente il collo di The Giant dopo aver mal eseguito la Jackknife Powebomb. Il botch venne inserito come parte della storyline in cui Nash lo fece cadere intenzionalmente per rompergli il collo. Dopo che Nash abbandonò l'nWo e formò una sua stable, l'nWo Wolfpack, The Giant tornò nell'nWo originale per opporsi a Nash e i suoi alleati. Poco dopo vinse il WCW Tag Team Championship per due volte, la prima volta con Sting (che perse contro quest'ultimo in un incontro in cui il vincitore sarebbe rimasto il campione e avrebbe potuto scegliere un nuovo compagno di coppia), mentre la seconda volta con Scott Hall.
Nella puntata di Nitro dell'11 ottobre 1998, Goldberg lo sconfisse in un No-Disqualification match. Durante una prova di forza, Goldberg eseguì un delayed vertical suplex prima di eseguire il Jackhammer. Dopo che l'nWo Hollywood e l'nWo Wolfpac si unirono nel gennaio 1999, Hogan dichiarò che c'era posto per un solo "gigante", facendo affrontare The Giant e Nash. Il match fu vinto da quest'ultimo, dopo un'interferenza di Scott Hall e Eric Bischoff. Successivamente, The Giant venne attaccato dall'intero nWo. Nello speciale "Building An Army" riguardante la Monday Night War, Wight disse che chiese a Eric Bischoff un aumento di stipendio, ma al suo rifiuto, Wight e lasciò la WCW alla scadenza del suo contratto, l'8 febbraio 1999.

### World Wrestling Federation/Entertainment (1999–2007)

#### WWF Champion e altri regni titolati (1999–2000)

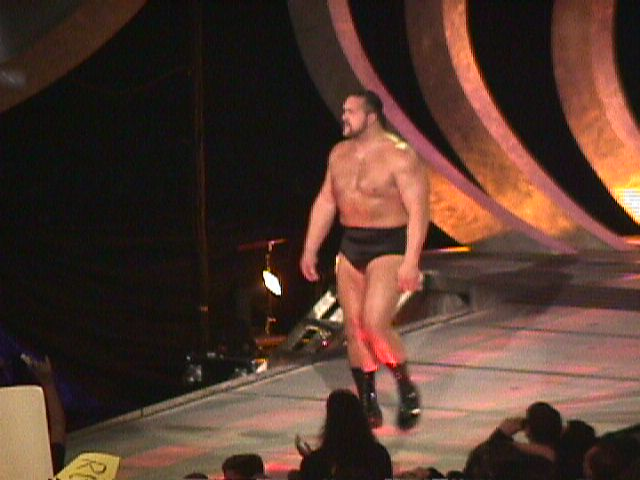
Big Show a SmackDown! nel 1999

Wight firmò un contratto di dieci anni con la World Wrestling Federation, dove debuttò il 14 febbraio 1999, come heel e membro della stable di Vince McMahon, la Corporation durante St. Valentine's Day Massacre: In Your House, entrando nel ring durante uno Steel Cage match tra Vince McMahon e Steve Austin per aiutare il primo. Tuttavia, Wight costò il match a McMahon, quando lanciò Austin addosso alla gabbia che si ruppe. Wight successivamente divenne l'enforcer del chairman.
Debuttò con il suo vero nome, prima di essere rinominato "Big Show" Paul Wight. A poco a poco il nome Paul Wight venne tolto venendo ribattezzato semplicemente come Big Show. McMahon garantì a The Rock che avrebbe mantenuto il titolo WWF a WrestleMania, così Wight combatté contro Mankind a WrestleMania XV per il diritto di arbitrare il main event di WrestleMania che vide contrapporsi The Rock e Steve Austin, Wight venne sconfitto da Mankind per squalifica non riuscendo ad ottenere il posto di arbitro speciale. Mankind venne portato all'ospedale in seguito al match (kayfabe), anche se alla fine tornò nel match valido per il titolo. Un furioso McMahon lo schiaffeggiò e Big Show lo colpì con un pugno. Concluse la faida con Mankind in un Boiler Room Brawl prima di effettuare un turn face unendosi con Mankind, Test e Ken Shamrock in una stable conosciuta come "The Union" che ebbe una rivalità con la Corporation e il Corporate Ministry. Nella puntata di Raw Is War del 10 maggio, affrontò Paul Bearer, il manager di The Undertaker, match che terminò in un no contest poiché venne attaccato da tutti i membri del Corporate Ministry. Nella puntata di Raw Is War del 7 giugno, affrontò The Undertaker per il WWF Championship. Taker tentò una diving clothesline dalla terza corda, tuttavia Show lo stese con una Chokeslam distruggendo il ring, l'arbitro fu costretto ad interrompere il match e Taker mantenne la cintura. Successivamente, Show formò un team con The Undertaker conosciuto come "The Unholy Alliance", conquistando il WWF Tag Team Championship in due occasioni.
Dopo che The Undertaker soffrì di uno strappo all'inguine, iniziò una rivalità con Big Boss Man. Dopo aver rivelato che il padre di Big Show era deceduto per cancro (in realtà il padre di Wight era morto alcuni anni prima), Big Boss Man corruppe un suo collega per dare la notizia a Show, per poi deriderlo. Alcune settimane più tardi, Big Boss Man interruppe il saluto dei dieci rintocchi recitando una poesia offensiva. Alle Survivor Series, Show sconfisse Big Boss Man, Prince Albert, Mideon e Viscera in un 4-on-1 elimination match. Più tardi quella sera, prese il posto dell'infortunato Steve Austin nel triple threat match per il WWF Championship. Nell'incontro, che incluse anche The Rock, schienò Triple H e vinse per la prima volta il WWF Championship. Ad Armageddon, sconfisse Big Boss Man mantenendo il titolo.
Nella puntata di Raw Is War del 3 gennaio, Triple H sconfisse Big Show in un match titolato. Nel tentativo di riconquistare il titolo, prese parte al Royal Rumble match dell'omonimo evento entrando con il numero 26, venendo eliminato per ultimo dal vincitore The Rock. Show era convinto di aver vinto il match e mostrò un filmato che mostrò i piedi di The Rock toccare il suolo. A causa di ciò, affrontò The Rock a No Way Out con l'opportunità titolata di WrestleMania 2000 in palio. Grazie all'aiuto di Shane McMahon che aveva colpì The Rock con una sedia di acciaio, riuscì a vincere il match. Successivamente, The Rock reclamò la sua opportunità titolata e accettò di affrontare Show il 13 marzo a Raw Is War - se avesse vinto, il match di WrestleMania sarebbe diventato un triple threat match, altrimenti avrebbe dovuto ritirarsi. Shane McMahon, che nel frattempo si era alleato con Big Show, fu nominato arbitro speciale dell'incontro. Rock vinse il match quando Vince McMahon attaccò Shane e prese il posto di quest'ultimo come arbitro.
Nella puntata di Raw Is War del 20 marzo, Triple H difese il titolo contro The Rock e Big Show a condizione che l'incontro non si sarebbe svolto a WrestleMania, schienando Show. Linda McMahon dichiarò che il match per il titolo a WrestleMania si sarebbe svolto ma sarebbe stato un fatal four-way match con l'aggiunta di Mick Foley. A WrestleMania 2000, Show fu il primo eliminato e il match venne vinto da Triple H.

#### Regni titolati (2000–2003)

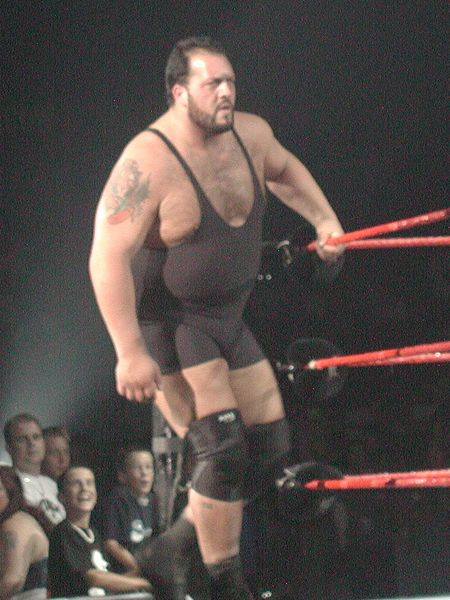
Big Show nel 2002

Dopo WrestleMania, divenne face e ricevette una gimmick comica che faceva le imitazioni di altri wrestler, tipo Rikishi come "Showkishi", The Berzeker come "Conan il Barbaro" e Val Venis come "Big Showboski". A Backlash, sconfisse Kurt Angle vestito come Hulk Hogan con il nome "Showster". Successivamente, iniziò una rivalità con Shane McMahon che si concluse con la vittoria di McMahon a Judgment Day in uno Falls Count Anywhere match. Due mesi più tardi, Show tornò apparentemente per vendicarsi di Shane. Invece, attaccò The Undertaker diventando heel, schierandosi ancora una volta con Shane per formare una stable di breve durata conosciuta come "The Conspiracy" con Shane, Chris Benoit, Kurt Angle, Edge e Christian. Dopo aver gettato dallo stage The Undertaker, venne rimosso dagli show televisivi per il resto dall'anno e fu inviato alla Ohio Valley Wrestling, società satellite della WWF, per perdere peso e migliorare la sua attività cardiovascolare.
Big Show tornò alla Royal Rumble con il numero 23 venendo eliminato da The Rock. A WrestleMania X-Seven, fallì la conquista dell'Hardcore Championship che fu vinto da Kane in un triple threat match che incluse anche Raven. Nel corso dell'Invasion, venne sconfitto da Shane McMahon, leader della WCW, a Backlash in un Last Man Standing match grazie all'interferenza di Test. Alle Survivor Series 2001, combatté per il team WWF contro l'Alliance, riuscendo a vincere.
Dopo WrestleMania X8, fu trasferito a Raw e nella puntata del 22 aprile, tornò ad essere un heel dopo aver attaccato Steve Austin durante un tag team match contro X-Pac e Scott Hall, per unirsi all'nWo. A Judgment Day, Show e Ric Flair vennero sconfitti da Steve Austin in un handicap match. L'nWo si sciolse dopo l'infortunio di Kevin Nash e Show ebbe poco successo a Raw, perdendo contro Jeff Hardy, Booker T e i Dudley Boyz.

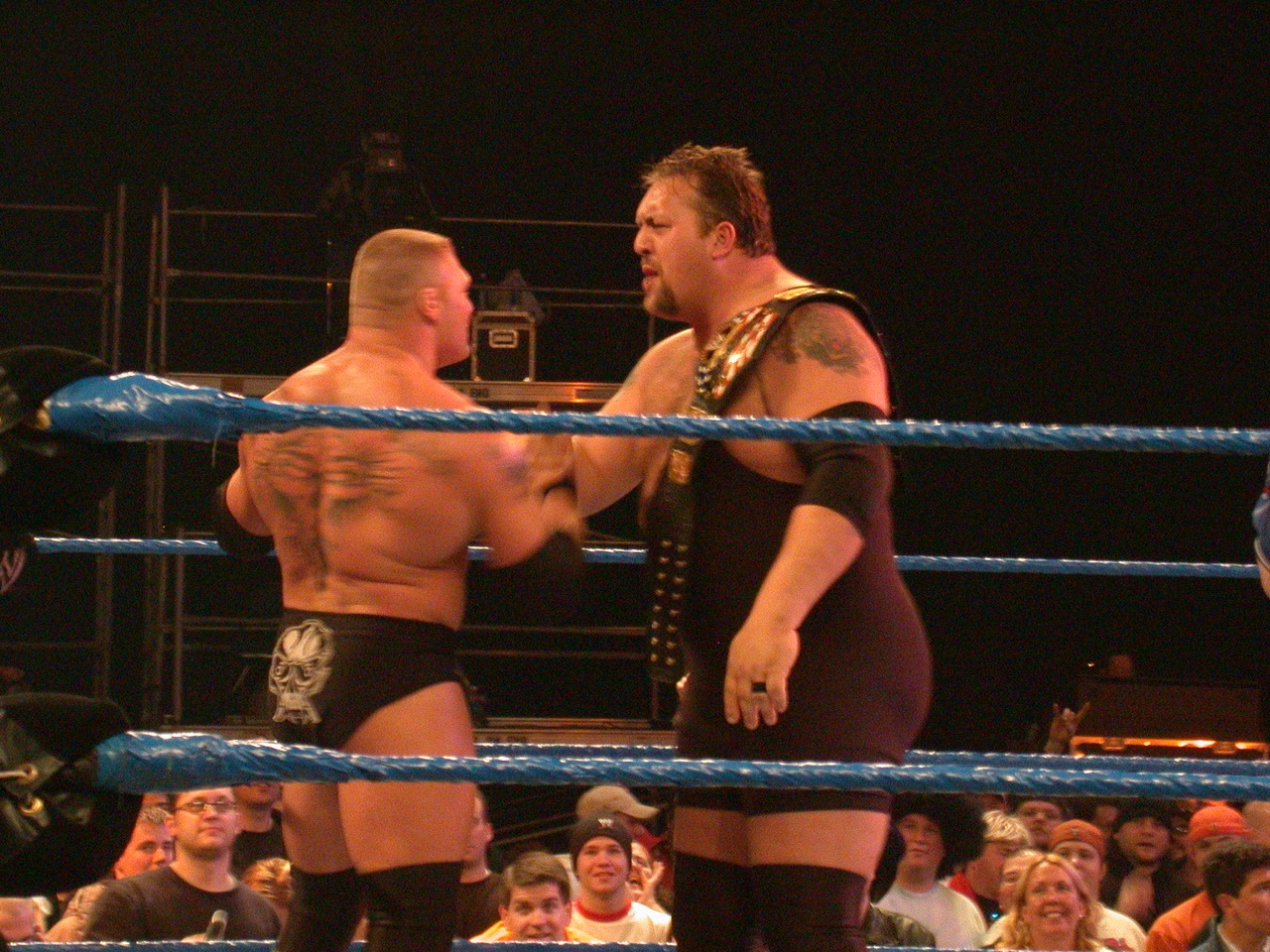
Big Show faccia a faccia con Brock Lesnar

Nel settembre 2002, fu trasferito nel roster di SmackDown! e sfidò Brock Lesnar per il WWE Championship. In quel periodo, adottò un nuovo abbigliamento, indossando jeans di colore blu scuro e un nuovo taglio di capelli. Alle Survivor Series, vinse il WWE Championship sconfiggendo Brock Lesnar, grazie al tradimento di Paul Heyman, terminando la sua striscia di imbattibilità. Perse il titolo un mese dopo contro Kurt Angle a Armageddon. Alla Royal Rumble, perse contro Lesnar in un incontro di qualificazione al Royal Rumble match. Iniziò poi una faida con The Undertaker, in cui si affrontarono in due match, entrambi vinti dal becchino: il primo a No Way Out e il secondo, un handicap match a WrestleMania XIX, insieme a A-Train. Si riaccese la rivalità tra Show e Lesnar, che affrontò quattro volte senza riuscire mai a conquistare il titolo. Nella puntata di SmackDown! del 12 giugno, Lesnar eseguì un suplex ai danni di Big Show, distruggendo il ring. L'incontro terminò in no contest e il titolo rimase in possesso di Lesnar. Nella puntata di SmackDown! del 26 giugno, Show, Charlie Haas e Shelton Benjamin sconfissero Mr. America (un Hulk Hogan travestito), Brock Lesnar e Kurt Angle in un six-man tag team match. Poco dopo, Hogan lasciò la federazione a causa della scadenza del suo contratto e la WWE pubblicizzò Big Show come l'uomo che lo aveva costretto al ritiro.

#### United States Champion (2003–2005)
A No Mercy, Big Show sconfisse Eddie Guerrero conquistando lo United States Championship per poi formare un'alleanza con l'allora campione WWE Brock Lesnar. Prese poi parte alla Royal Rumble, ma fu eliminato per ultimo dal vincitore Chris Benoit.

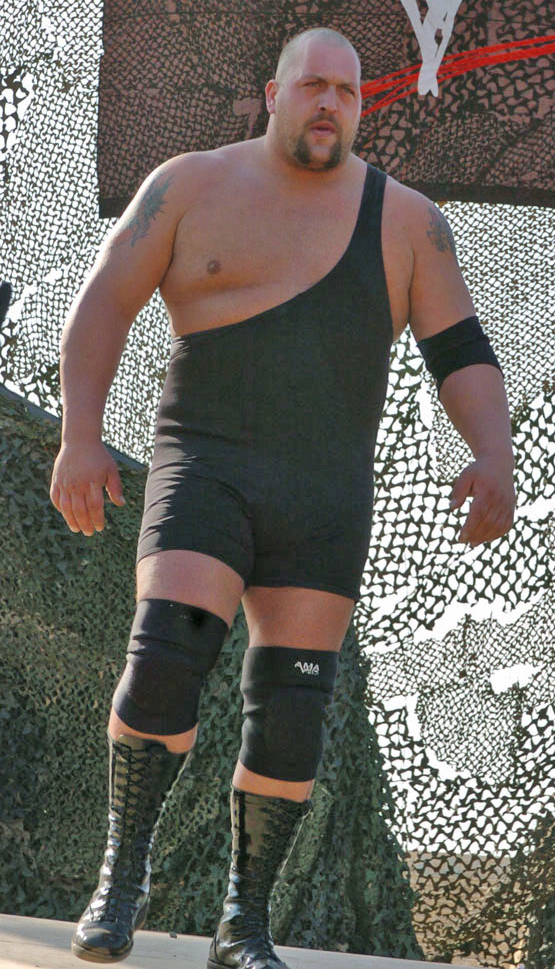
Big Show a Tribute to the Troops

A WrestleMania XX, perse lo United States Championship contro John Cena. e nella puntata di SmackDown! del 15 aprile, promise che se non fosse riuscito a sconfiggere l'allora campione del mondo Eddie Guerrero, avrebbe abbandonato la WWE. Perse contro Guerrero dopo aver subìto la Frog splash. Dopo la sconfitta, se la prese con Torrie Wilson, accusandola di averlo deriso, distruggendole la macchina. L'allora general manager, Kurt Angle, cercò di calmarlo, ma Big Show lo gettò da un'altezza di 7 metri circa, causandogli la rottura di una gamba e una ferita dietro la testa.
Verso la metà del 2004, Big Show fu reinserito nel roster dal nuovo General Manager, Theodore Long, dopo aver interferito in un Lumberjack match tra Eddie Guerrero e Kurt Angle. In vista di No Mercy, Big Show (tornato tra le file dei face) dovette scegliere se affrontare Guerrero o Angle, scegliendo alla fine quest'ultimo, battendolo al ppv Nelle settimane precedenti a No Mercy, Show affermò di "aver perso la sua dignità" quando Angle lo fece svenire colpendolo con un fucile da caccia per poi rasargli i capelli. A No Way Out, affrontò John "Bradshaw" Layfield nel primo Barbed Wire Steel Cage match di sempre, perdendo dopo che JBL evase da sotto al ring. A WrestleMania 21, venne sconfitto da Akebono in un Sumo match. Iniziò poi una rivalità con Carlito, che terminò a Judgment Day con la vittoria di Carlito, aiutato dalla sua guardia del corpo Matt Morgan.
Il 27 giugno, in occasione della draft lottery fu trasferito nel roster di Raw. Dopo aver sconfitto i suoi avversari in squash match, iniziò una faida con Snitsky, che sconfisse sia a Unforgiven, sia il 26 settembre in uno Street Fight match.

#### Tag team con Kane (2005–2006)
Nella puntata di Raw del 17 ottobre, sconfisse Edge venendo incluso tra i candidati per un'opportunità al WWE Championship in un triple threat match a Taboo Tuesday insieme al campione John Cena e lo sfidante Kurt Angle. Show formò un team con Kane e sconfisse Lance Cade e Trevor Murdoch per il World Tag Team Championship.
Nelle settimane precedenti alle Survivor Series, fu coinvolto nella rivalità tra Raw e SmackDown! e insieme a Kane invasero SmackDown! l'11 novembre, attaccando Batista, infortunandolo. Nella puntata di Raw del 14 novembre, Big Show e Kane sconfissero gli allora detentori del WWE Tag Team Championship, gli MNM in un incontro interpromozionale non titolato. La settimana successiva, Show e Kane infortunarono Batista colpendolo con una doppia Chokeslam sopra il vetro di una macchina. Alle Survivor Series, il Team Raw fu sconfitto dal Team SmackDown!. Nel pay-per-view di dicembre, Armageddon, Big Show e Kane sconfissero Batista e Rey Mysterio, allora detentori del WWE Tag Team Championship, in un incontro di coppia interpromozionale.
Nella puntata di Raw del 12 dicembre, Big Show partecipò agli incontri di qualificazione per l'Elimination Chamber match di New Year's Revolution. Show venne sconfitto da Shawn Michaels per squalifica, dopo che Triple H lo aveva colpito con una sedia di acciaio. Ciò portò a una rivalità tra i due che si concluse a New Year's Revolution, con la vittoria di Triple H. Successivamente, prese parte al torneo Road to WrestleMania, che avrebbe decretato il primo sfidante per il WWE Championship a WrestleMania 22, sconfiggendo Shelton Benjamin al primo turno. Nella puntata di Raw del 13 febbraio, affrontò Triple H alle semifinali, concludendo l'incontro in un doppio countout. Come da risultato, Show affrontò Triple H e Rob Van Dam (vincitore dell'altra semifinale), in un triple threat match, vinto da Triple H.
Nelle settimane successive al torneo Road To WrestleMania, Big Show e Kane iniziarono una faida con Chris Masters e Carlito per il World Tag Team Championship a WrestleMania 22. Nell'omonimo pay-per-view, Show e Kane sconfissero Carlito e Masters mantenendo il titolo di coppia, rimarcando la prima vittoria di Show a WrestleMania dopo sei sconfitte. La notte seguente a Raw, Show e Kane persero il World Tag Team Championship in favore della Spirit Squad (Kenny e Mikey) grazie alle interferenze degli altri membri della Spirit Squad. Il duo affrontò nuovamente la Spirit Squad sette giorni dopo in una rivincita, ma persero per squalifica dopo che Kane aveva attaccato gli altri membri della Spirit Squad. Ciò portò a una rivalità tra i due che si concluse in un incontro a Backlash, che finì senza un vincitore di fatto.

#### ECW Champion (2006–2007)

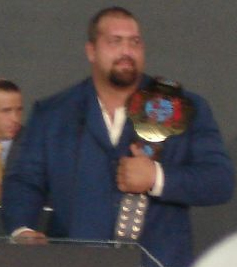
Big Show con l'ECW World Championship, titolo che ha detenuto una volta con 152 giorni di regno

A WWE vs. ECW Head to Head del 7 giugno, Big Show tradì il roster di Raw per schierarsi con quello della ECW, durante una battle royal che vedeva opposti i roster di Raw e SmackDown! a quello della nuova ECW, vinta dal brand estremo. Big Show intervenne a ECW One Night Stand, attaccando Tajiri, Super Crazy e i Full Blooded Italians, tornando a essere un heel. Nella puntata della ECW del 4 luglio, sconfisse Rob Van Dam e vinse l'ECW World Heavyweight Championship con l'aiuto del general manager, Paul Heyman. Con la vittoria di questo titolo, Big Show divenne il primo wrestler a aver detenuto il WWE Championship, il WCW World Heavyweight Championship e l'ECW World Heavyweight Championship. Nelle settimane successive, Big Show sconfisse lottatori di altri roster, come Ric Flair e Kane mantenendo il titolo, ma perse per squalifica contro Batista e The Undertaker. A The Great American Bash, perse contro The Undertaker in un Punjabi Prison match; Show sostituì The Great Khali, che era stato rimosso dal general manager Theodore Long. Big Show iniziò una breve faida con Sabu, che sconfisse a SummerSlam, mantenendo l'ECW World Heavyweight Championship. Inoltre a SummerSlam, Show fu uno dei rinforzi usati da Vince e Shane McMahon nel loro match contro la D-Generation X. In seguito, fu coinvolto nella rivalità tra i McMahon e la DX, che ebbe fine in un Hell in a Cell match a Unforgiven, vinto dalla DX.
A Cyber Sunday, Show affrontò John Cena e King Booker in un Champion of Champions match. I fan scelsero di mettere in palio il World Heavyweight Championship di King Booker. Booker vinse l'incontro in seguito a un'interferenza di Kevin Federline ai danni di John Cena. Alle Survivor Series, il Team Show venne sconfitto dal Team Cena. A December to Dismember, perse il titolo in favore di Bobby Lashley in un Elimination Chamber match che includeva Test, Rob Van Dam, Hardcore Holly e CM Punk. Dopo aver perso la rivincita contro Lashley, Show annunciò di prendersi un periodo di pausa indeterminato per curare alcuni infortuni. Dopo due mesi di inattività, il contratto di Wight scadde l'8 febbraio 2007 dopo 7 anni.
Dopo aver lasciato la WWE, ha preso parte aPMG Ultimate Clash Of Legends, evento della Memphis Wrestling, svoltosi il 27 aprile 2007. Per l'occasione ha affrontato Hulk Hogan come Paul "The Great" Wight, ma è stato sconfitto dopo aver subito un body slam ed un leg drop.

### Ritorno in WWE (2008–2021)

#### Unified WWE Tag Team Champion e varie faide (2008–2010)

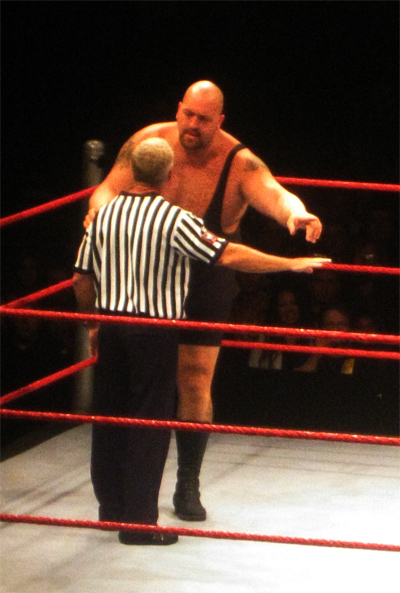
Big Show in un house show nel 2008

Il 17 febbraio 2008, a No Way Out, Big Show fece il suo ritorno, dichiarando di aver perso 108 libbre (49 kg) dall'ultima apparizione in WWE. Nell'occasione Big Show si comportò da heel attaccando Rey Mysterio dopo il suo match per il World Heavyweight Championship contro Edge, ma in difesa di Mysterio intervenne Floyd Mayweather Jr. che colpì Show con una serie di pugni che gli causarono la rottura del setto nasale. Big Show venne assegnato al roster di SmackDown.
Tuttavia, durante la rivalità tra i due, Big Show iniziò a ricevere consensi positivi dal pubblico, e divenne un face, mentre Mayweather divenne heel. A WrestleMania XXIV, Show fu sconfitto da Mayweather dopo essere stato colpito con un tirapugni. In seguito, iniziò una faida con The Great Khali che ebbe fine a Backlash, con la vittoria di Show. A One Night Stand, sconfisse CM Punk, John Morrison, Chavo Guerrero e Tommy Dreamer in un Singapore Cane match, ottenendo un'opportunità titolata per l'ECW Championship, detenuto in quel periodo da Kane. A Night of Champions, non riuscì a vincere il titolo, che venne vinto da Mark Henry dopo aver schienato il detentore del titolo ECW, Kane.
A Unforgiven, si alleò con Vickie Guerrero, che in quel periodo era in una rivalità con The Undertaker, attaccandolo e tornò a essere un heel. A No Mercy, sconfisse The Undertaker per K.O. tecnico. Tuttavia, nelle rivincite a Cyber Sunday e Survivor Series, venne sconfitto da The Undertaker sia in un Last Man Standing match, sia in un Casket match. Nella puntata di SmackDown del 5 dicembre, Show perse contro The Undertaker in uno Steel Cage match, che mise fine alla faida tra i due. A No Way Out, lottò nell'Elimination Chamber match valido per il WWE Championship, ma fu eliminato da Triple H. Nel mese di marzo, John Cena rivelò che Big Show aveva una relazione segreta con Vickie Guerrero. A WrestleMania XXV, fallì la conquista del World Heavyweight Championship, vinto da Cena, in un triple threat match che incluse anche il campione Edge.
Il 13 aprile 2009, Big Show venne trasferito nel roster di Raw per effetto del draft. A Backlash, Big Show interferì nel Last Man Standing match per il World Heavyweight Championship tra il campione John Cena e Edge, aiutando quest'ultimo a vincere. In seguito a questa azione, iniziò una rivalità con Cena, perdendo prima a Judgment Day per schienamento, e poi a Extreme Rules in un Submission match, per poi sconfiggerlo il 22 giugno a Raw, terminando la faida.
A Night of Champions, venne introdotto come il nuovo partner di Chris Jericho, dopo l'infortunio di Edge. Gli Jeri-Show sconfissero la Legacy, mantenendo il titolo. Successivamente, i Jeri-Show difesero con successo il titolo di coppia contro i Cryme Tyme a SummerSlam, MVP e Mark Henry a Breaking Point, e contro Rey Mysterio e Batista a Hell in a Cell. A Bragging Rights, fece parte dello sconfitto Team Raw tradendolo, permettendo al Team SmackDown di vincere, ricevendo in cambio un'opportunità al World Heavyweight Championship. Big Show sfruttò l'opportunità titolata alle Survivor Series in un triple threat match contro The Undertaker e Jericho, vinto da The Undertaker. Gli Jeri-Show persero il titolo a TLC: Tables, Ladders & Chairs contro la D-Generation X in un Tables, Ladders and Chairs match. Nonostante fosse membro del roster di SmackDown, Jericho apparve a Raw come campione e durante la rivincita la DX si fece squalificare intenzionalmente, forzando Jericho a abbandonare lo Show, segnando la fine dei Jeri-Show.
Nella puntata di Raw dell'8 febbraio, Show e il suo nuovo compagno di coppia The Miz, vinsero lo Unified WWE Tag Team Championship sconfiggendo la DX e la Straight Edge Society (CM Punk e Luke Gallows) in un triple threat tag team elimination match. Il 16 febbraio, gli ShoMiz difesero con successo il titolo di coppia sconfiggendo Yoshi Tatsu e Goldust nell'ultima puntata della ECW. Nella puntata di Raw del 1º marzo, sconfissero la DX nella rivincita. A WrestleMania XXVI, Show e Miz sconfissero John Morrison e R-Truth mantenendo il titolo di coppia. A Extreme Rules, gli ShoMiz parteciparono a un tag team gauntlet match e riuscirono a eliminare il team formato da John Morrison e R-Truth, e il team di MVP e Mark Henry, ma persero contro la Hart Dynasty. La notte successiva a Raw, persero il titolo di coppia contro la Hart Dynasty.

#### Reunion con Kane (2010–2011)
Dopo aver perso i titoli, Show colpì The Miz con il Knockout Punch compiendo un turn face per la prima volta dal febbraio 2008. Più tardi in quella sera, con il Draft Lottery 2010, passò a SmackDown. Nella puntata di SmackDown del 30 aprile, fu nominato primo sfidante al World Heavyweight Championship, più tardi nella stessa sera interruppe il campione Jack Swagger per colpirlo con il WMD. Nella puntata di SmackDown del 7 maggio, Show si presentò a bordoring durante il main event tra Swagger e Kane. Dopo che Swagger venne squalificato, Show eseguì una Chokeslam ai suoi danni sul tavolo dei commentatori. A Over the Limit, Big Show sconfisse Jack Swagger per squalifica. Nella puntata di SmackDown del 27 maggio, il General Manager Theodore Long, annunciò che nella medesima serata si sarebbero svolti degli incontri di qualificazione nel match valido per il World Heavyweight Championship a Fatal 4-Way. Long annunciò poi che a causa della sconfitta di Swagger per squalifica a Over the Limit, Big Show era automaticamente qualificato all'incontro. A Fatal 4-Way, Show affrontò Rey Mysterio, CM Punk e Swagger per il World Heavyweight Championship, dove Mysterio vinse. Due settimane più tardi a SmackDown, Big Show salvò Mysterio che era imprigionato nella Ankle Lock di Swagger. Più tardi quella sera, il match tra Big Show e Swagger si concluse senza un vincitore di fatto. Poco dopo, iniziò una rivalità con CM Punk e la sua Straight Edge Society, nella puntata di SmackDown precedente Money in the Bank, smascherandolo per rivelare la testa rasata di Punk. Dopo aver fallito la vittoria del Money in the Bank, affrontò un misterioso membro della Straight Edge Society, che poi si rivelò essere Joey Mercury, in quanto venne smascherato da Show. Show continuò la rivalità con la S.E.S. sconfiggendo Punk, Gallows e Mercury in un 3-on-1 handicap match a SummerSlam, per poi concludere la rivalità a Night of Champions quando sconfisse CM Punk. Nella puntata di SmackDown dell'8 ottobre, fu annunciato che Big Show sarebbe stato il capitano del Team SmackDown per Bragging Rights. All'evento, Show venne contato fuori con Sheamus durante il match, ma il suo team vinse quando Edge e Rey Mysterio rimasero come soli sopravvissuti. Alle Survivor Series, prese parte come membro del team di Mysterio che sconfisse il team di Del Rio. Nella puntata di SmackDown successiva al pay-per-view, Show non riuscì a qualificarsi al torneo King of the Ring in quanto fu sconfitto da Alberto Del Rio per count-out grazie all'interferenza di Ricardo Rodriguez, manager di Del Rio.
Nella puntata di SmackDown del 7 gennaio 2011, Big Show partecipò a un fatal four-way match per determinare il contendente numero uno al World Heavyweight Championship, che perse a causa di un'interferenza da parte dell'ex leader del Nexus Wade Barrett. La settimana successiva a SmackDown, Show affrontò Barrett vincendo per squalifica, quando gli altri due ex membri del Nexus Heath Slater e Justin Gabriel lo attaccarono. Alcuni istanti più tardi, Ezekiel Jackson apparve per aiutarlo, ma in seguito lo attaccò. La settimana successiva a SmackDown, Barrett, Slater, Gabriel e Jackson formarono il Corre. Nelle settimane seguenti, il Corre continuò ad attaccare Show grazie alla stazza e alla potenza di Ezekiel Jackson. A Elimination Chamber, Show partecipò all'Elimination Chamber match riuscendo a eliminare Barrett prima di essere eliminato da Kane.
Nella puntata di SmackDown del 4 marzo, Big Show affrontò Kane fino a quando il Corre interferì per conto di Kane. Tuttavia,a causa dei problemi di comunicazione tra Kane e il Corre, il primo attaccò il Corre. A WrestleMania XXVII, Show, Kane, Santino Marella e Kofi Kingston sconfissero il Corre. Nella puntata di SmackDown del 22 aprile, il duo sconfisse Justin Gabriel e Heath Slater conquistando il WWE Tag Team Championship per la seconda volta come team. Big Show fu trasferito nel roster di Raw a causa del draft. Dopo aver difeso i titoli contro Wade Barrett e Ezekiel Jackson a Extreme Rules, e CM Punk e Mason Ryan a Over the Limit, Kane e Big Show persero il titolo contro Michael McGillicutty e David Otunga la sera seguente a Raw. Dopo aver perso il titolo di coppia, Show venne investito dalla macchina di Alberto Del Rio, guidata dal suo manager Ricardo Rodriguez che gli causò un infortunio di un mese. Show tornò durante un match tra Kane e Alberto Del Rio, attaccando sia Del Rio sia Rodriguez.
Big Show iniziò una rivalità con Mark Henry dopo averlo attaccato e infortunato nella puntata di SmackDown del 17 giugno, come frustrazione nei confronti di Del Rio. Henry si vendicò attaccando Show durante il suo match contro Del Rio a Capitol Punishment, attaccandolo con la World Strongest Slam sul tavolo dei commentatori. Henry fece la stessa cosa a Kane la sera seguente a Raw, e di nuovo il 27 giugno. Nella stessa sera durante lo Steel Cage match tra Big Show e Alberto Del Rio, Henry permise a Del Rio di vincere l'incontro e successivamente attaccò Show con la porta della gabbia, rompendo un lato della gabbia. A Money in the Bank, Henry sconfisse Big Show e dopo il match, Henry lo infortunò al perone e Show rimase fuori dalle scene per quasi tre mesi.

#### Regni titolati (2011–2013)
Nella puntata di SmackDown del 7 ottobre, Big Show tornò e divenne il primo sfidante al World Heavyweight Championship dopo aver colpito Mark Henry con una chokeslam sul tavolo dei commentatori. A Vengeance, il match tra Show e Henry terminò senza un vincitore dopo che il ring era collassato a seguito di un suplex di Henry su Show. Show affrontò di nuovo Henry per il World Heavyweight Championship alle Survivor Series vincendo per squalifica dopo essere stato colpito con colpo basso da Henry, successivamente Show eseguì un legdrop sulla gamba di Henry che era incastrata nella sedia d'acciaio.

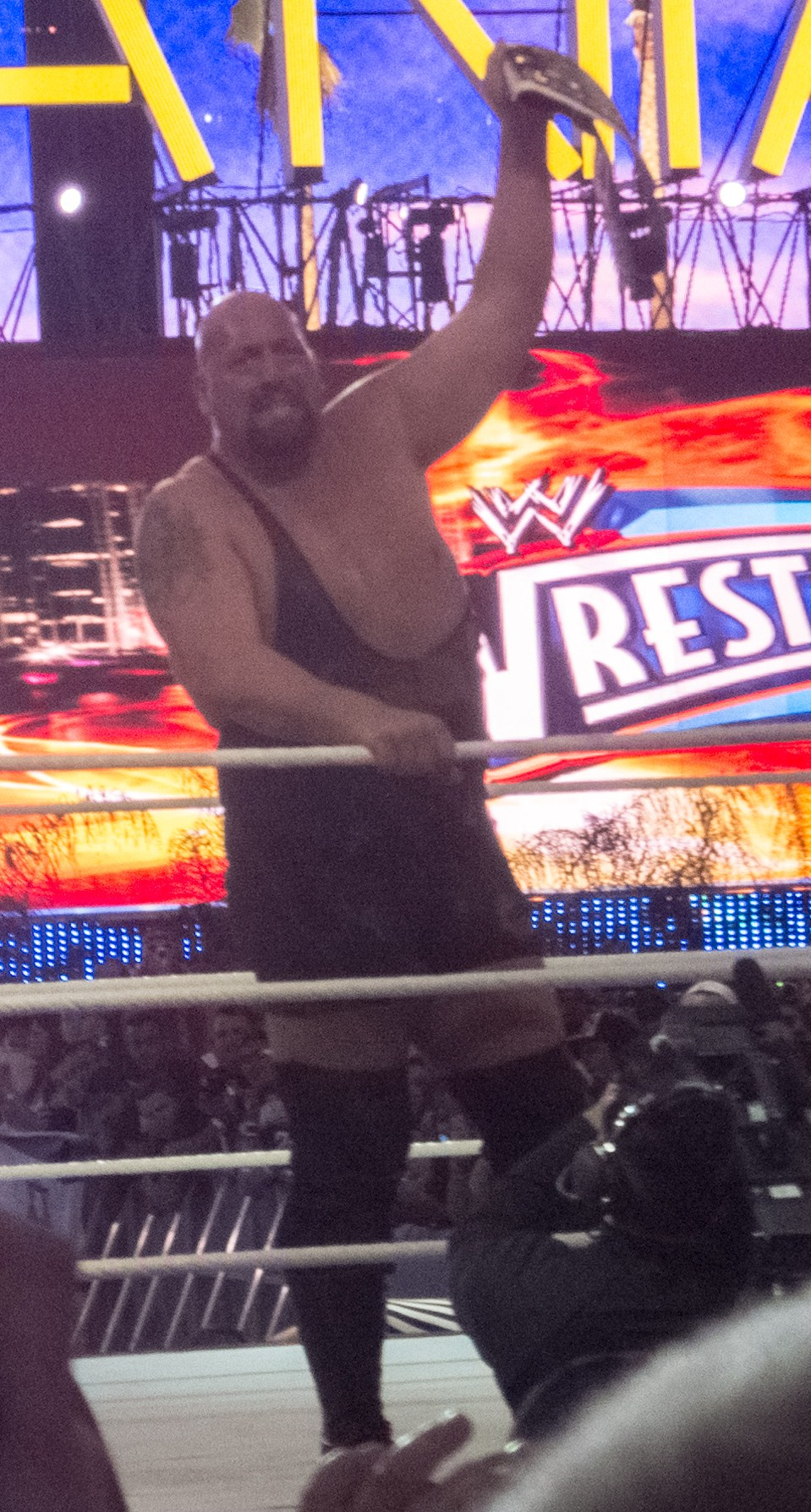
Big Show come Intercontinental Champion

Il 18 dicembre a TLC: Tables, Ladders and Chairs, Big Show sconfisse Henry conquistando il World Heavyweight Championship in un chairs match. Dopo il match, Henry colpì Show con una DDT sulla sedia, e Daniel Bryan incassò il Money in the Bank ai danni di Show per vincere il titolo. Show sfidò Bryan per il titolo nella puntata di SmackDown del 6 gennaio 2012, che perse per squalifica quando Bryan aveva provocato Mark Henry che a sua volta lo attaccò. La settimana successiva, Show ricevette una rivincita per il World Heavyweight Championship in un incontro senza squalifica e senza conteggio fuori dal ring. Bryan mantenne nuovamente il titolo in quanto il match si concluse senza un nulla di fatto dopo che Show aveva accidentalmente colpito AJ, fidanzata di Bryan. Alla Royal Rumble, affrontò Bryan e Henry in un triple threat steel cage match per il World Heavyweight Championship, vinto da Bryan che mantenne il titolo. A Elimination Chamber, fallì ancora una volta l'assalto al World Heavyweight Championship dopo essere stato eliminato da Cody Rhodes.
Nelle settimane seguenti, iniziò una faida con Rhodes dopo che quest'ultimo aveva mostrato i momenti più imbarazzanti di Show nelle precedenti WrestleMania. A WrestleMania XXVIII, Big Show sconfisse Cody Rhodes per vincere l'Intercontinental Championship. Con questo, Show divenne il ventiquattresimo lottatore a vincere il Triple Crown Championship e il tredicesimo Grand Slam Champion in WWE. Show iniziò poi a mostrare i momenti più imbarazzanti della carriera di Rhodes. Dopo quattro settimane di regno, Show perse il titolo contro Rhodes a Extreme Rules in un tables match. Big Show ricevette la sua rivincita titolata contro Cody Rhodes il 7 maggio a Raw Supershow, che vinse per count out dopo che Rhodes aveva abbandonato il ring. Dopo una serie di confronti con il general manager John Laurinaitis, fu licenziato da quest'ultimo per averne imitato la voce nella puntata di Raw del 14 maggio.
Sei giorni più tardi, Big Show è tornato a Over the Limit, apparentemente per aiutare John Cena nel suo match contro John Laurinaitis; ma ha invece colpito Cena con la WMD permettendo a Laurinaitis di vincere il match, compiendo un turn heel per la prima volta dall'aprile 2010. La notte successiva a Raw, Big Show ha spiegato che le sue azioni erano dovute per riavere il suo lavoro in WWE, di conseguenza Laurinaitis ha firmato a Show un "contratto inviolabile con un grande bonus", e che nessuno aveva provato pena per lui quando era stato licenziato. Nelle successive settimane, ha attaccato Cena, Brodus Clay, Alex Riley, R-Truth, Santino Marella, Zack Ryder e Kofi Kingston poiché i termini del contratto glielo permetteva. Nella puntata di Raw del 21 giugno, ha steso con un pugno Vince McMahon dopo che McMahon aveva annunciato che Laurinaitis sarebbe stato licenziato se Show avesse perso contro Cena a No Way Out in uno steel cage match, il quale Show ha perso e da stipulazione Laurinaitis è stato licenziato. A Money in the Bank, Show ha affrontato Cena, Kane, Chris Jericho e The Miz nel WWE Championship Money in the Bank ladder match, in cui Cena ha vinto. A Raw 1000, il 23 luglio, Big Show ha attaccato Cena durante il suo match contro CM Punk per il WWE Championship facendo terminare l'incontro in squalifica. La settimana successiva a Raw, Show e Cena si sono affrontati in un match che avrebbe decretato il primo sfidante al WWE Championship che è terminato in un no contest a causa dell'interferenza di Punk. Successivamente, sia Show che Cena sono stati messi nel match valido per il WWE Championship a SummerSlam dalla General Manager di Raw, AJ Lee. A SummerSlam, Punk ha sconfitto Cena e Show per conservare il WWE Championship in un triple threat match.
Nella puntata di Raw del 24 settembre, Show ha fatto il suo ritorno attaccando Brodus Clay e Tensai durante il loro match. Quattro giorni dopo a SmackDown, Big Show ha sconfitto Randy Orton per diventare il contendente numero uno al World Heavyweight Championship. A Hell in a Cell, Show ha sconfitto Sheamus per conquistare il World Heavyweight Championship per la seconda volta. Alle Survivor Series, Show ha perso il rematch titolato contro Sheamus per squalifica, e ha mantenuto il World Heavyweight Championship. Dopo il match, Sheamus ha attaccato Big Show colpendolo ripetutamente con una sedia d'acciaio. Ciò ha portato al Chairs match tra i due a TLC, dove Show ha conservato il titolo. Nella puntata di Raw del 24 dicembre, Show è stato sconfitto da Sheamus in un non-title Lumberjack match. Nella puntata di SmackDown del 28 dicembre, Show ha difeso il titolo contro Alberto Del Rio, tuttavia il match è terminato in un no contest dopo che Sheamus ha interferito per attaccare Show. Nella puntata di SmackDown dell'8 gennaio 2013, Del Rio ha sconfitto Show conquistando il World Heavyweight Championship, terminando il regno di quest'ultimo dopo 72 giorni di regno. Alla Royal Rumble, Show non è riuscito a riconquistare il titolo in quanto è stato sconfitto da Del Rio in un Last Man Standing match. A Elimination Chamber, Del Rio ha sconfitto Show per sottomissione mantenendo il titolo.
Nella puntata di SmackDown del 1º marzo, Big Show ha colpiyo con un K.O. Punch il membro dello Shield, Roman Reigns dopo che Reigns aveva attaccato insieme agli altri due membri dello Shield Randy Orton e Sheamus. Nella puntata di Raw dell'11 marzo, Show ha sconfitto un altro membro dello Shield, Seth Rollins per squalifica dopo che il resto dello Shield aveva interferito. A WrestleMania 29, Show, Orton e Sheamus sono stati sconfitti dallo Shield, dopo che Show aveva attaccato i suoi compagni di coppia. La notte seguente a Raw, Orton e Sheamus si sono affrontati in un match che è terminato in un no contest in seguito all'interferenza di Show. Show è stato poi sconfitto da Orton e Sheamus in due handicap match, il primo nella puntata di SmackDown del 12 aprile per count-out, il secondo nella puntata di Raw del 15 aprile per schienamento. Nella puntata di SmackDown del 19 aprile, Show ha fatto squadra con il suo vecchio rivale, Mark Henry per sconfiggere Orton e Sheamus in un tag team match. La faida tra Show e Orton si è conclusa a Extreme Rules in un Extreme Rules match, il quale Show ha perso. Dopo Extreme Rules, Show si è preso una pausa rimanendo fuori dagli schermi televisivi.

#### The Authority (2013–2015)
Dopo tre mesi di assenza, Show ha fatto il suo ritorno in WWE l'11 agosto a un house show in Oakland, California. Show ha fatto il suo ritorno sugli schermi televisivi la notte seguente nella puntata di Raw del 12 agosto, salvando Mark Henry e Rob Van Dam da un attacco dello Shield, effettuando un turn face nel processo per la prima volta dal maggio 2012. Nella puntata di SmackDown del 16 agosto, Show, Henry e Van Dam hanno sconfitto lo Shield in un six-man tag team match.
Nella puntata seguente a Raw, come risultato per aver parlato contro il COO Triple H, Show è stato messo in un three-on-one handicap tornado tag team match contro lo Shield, nel quale Show ha perso. Un'ulteriore punizione ha costretto Show a stare a bordo ring a guardare i suoi amici essere attaccati dallo Shield e da Randy Orton. Successivamente a questo, l'Authority (Triple H e Stephanie McMahon) ha affermato che Show era al verde, e ha forzato quest'ultimo a colpire i suoi amici Daniel Brya, Dusty Rhodes e The Miz per mantenere il suo lavoro. Nella puntata di Raw del 30 settembre, quando Show ha provato a ribellarsi, è stato arrestato per aver minacciato di colpire Triple H. A Battleground, Big Show ha interferito nel match valido per il WWE Championship tra Bryan e Orton stendendo entrambi con il K.O. Punch mandando un messaggio a Triple H e anche allo Shield. Nel mese di novembre ha iniziato una faida con il campione WWE Orton, che faceva parte dell'Authority, ma ha fallito la conquista del titolo alle Survivor Series.
A TLC, la coppia formata da Show e Rey Mysterio ha sfidato senza successo Cody Rhodes e Goldust per i WWE Tag Team Championship in un four-way match, che ha incluso anche i RybAxel (Ryback e Curtis Axel), e i Real Americans (Antonio Cesaro e Jack Swagger). Nella puntata di Raw del 6 gennaio 2014, Show si è confrontato con Brock Lesnar dopo che Lesnar aveva attaccato Mark Henry. Ciò ha portato a una faida tra i due che si è conclusa alla Royal Rumble, dove Show ha perso contro Lesnar dopo essere stato assalito brutalmente con numerosi colpi di sedia d'acciaio prima che il match potesse incominciare. A WrestleMania XXX, Big Show ha partecipato all'André the Giant Memorial Battle Royal, dove è stato eliminato per ultimo dal vincitore Cesaro. Il 26 luglio, Big Show ha fatto il suo ritorno in un live event, sconfiggendo Cesaro.

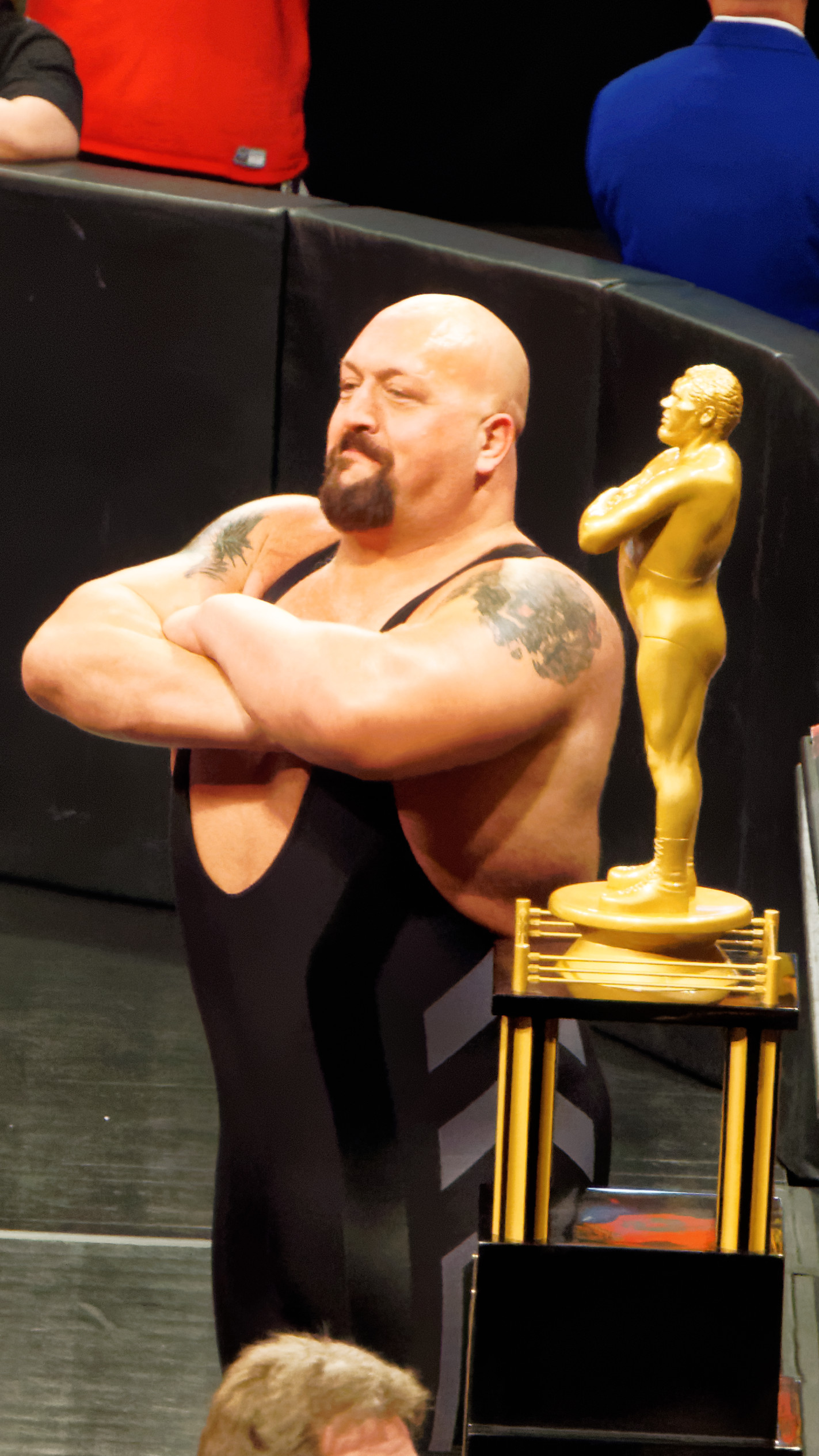
Big Show con l'André the Giant Memorial Trophy dedicato alla memoria di André the Giant vinto nella relativa battle royal a WrestleMania 31

Ha fatto il suo ritorno televisivo nella puntata di SmackDown dell'8 agosto, facendo coppia con Mark Henry per sconfiggere i RybAxel (Ryback e Curtis Axel). Nella puntata di SmackDown del 26 settembre, Show ha iniziato una faida con Rusev quando ha sconfitto quest'ultimo per squalifica. A Hell in a Cell, è stato sconfitto da Rusev per sottomissione. La notte seguente a Raw, Henry ha effettuato un turn heel ai danni di Show attaccandolo durante il loro match per i WWE Tag Team Championship contro Gold e Stardust. Nella puntata di Raw del 3 novembre, ha sconfitto Henry per squalifica quando è stato schiantato sui gradoni d'acciaio da Henry.
Alle Survivor Series ha fatto parte inizialmente del Team Cena; durante il match, tuttavia, ha effettuato un turn heel stendendo con un KO Punch John Cena, che è stato schienato da Seth Rollins, per poi farsi contare fuoriː è stato comunque il Team Cena a vincere grazie all'aiuto del debuttante Sting. La notte dopo a Raw, Big Show ha spiegato le sue azioni, dicendo che ha una famiglia a cui importa e l'Authority lo ha messo in difficoltà in passato. Nelle puntate successive, Erick Rowan lo ha attaccato per vendicarsi del tradimento, ma a TLC lo ha sconfitto nel primo Steel Stairs match della storia. Più tardi quella stessa sera ha tentato di interferire nel match tra Cena e Rollins a favore di quest'ultimo, ma è stato fermato dal rientrante Roman Reigns. Questo ha portato ad una faida tra i due, nel quale Reigns ha sconfitto Show molteplici volte per count-out e per squalifica. Il 25 gennaio alla Royal Rumble, Big Show è entrato nel Royal Rumble match con il numero 29, eliminando cinque superstars prima di essere a sua volta eliminato da Reigns che ha poi vinto il match. A Fastlane, l'Authority (Big Show, Seth Rollins e Kane) ha sconfitto Dolph Ziggler, Erick Rowan e Ryback quando Kane ha schienato Ziggler. A WrestleMania 31, Big Show ha vinto la seconda edizione della André the Giant Memorial Battle Royal, eliminando per ultimo Damien Mizdow. Show ha poi continuato la sua faida con Reigns portando a un match tra i due a Extreme Rules dove Show ha perso in un Last Man Standing match.

#### Varie faide (2015–2016)
Nella puntata di Raw del 1º giugno 2015 Big Show ha fatto il suo ritorno interferendo nel match tra The Miz e Ryback, attaccando The Miz e confrontandosi con Ryback iniziando una faida per l'Intercontinental Championship. A Money in the Bank ha sconfitto Ryback per squalifica, non riuscendo a conquistare il titolo a causa dell'interferenza di The Miz. Nella puntata di Raw del 22 giugno, ha interrotto Ryback durante un'intervista ma è stato attaccato dal Big Guy. A SummerSlam, ha preso parte al Triple Threat match valido per l'Intercontinental Championship detenuto da Ryback, che ha anche incluso The Miz, senza riuscire a conquistarlo. Nella puntata di Raw del 7 settembre, si è riunito all'Authority ed ha affrontato Sting, nel match di debutto di quest'ultimo che è stato trasformato in un tag team match, dove Show ha fatto coppia con Seth Rollins e Sting con John Cena; Show e Rollins hanno perso dopo che quest'ultimo ha ceduto alla Scorpion Deathlock di Sting. A Live from Madison Square Garden, Big Show è stato sconfitto da Brock Lesnar. Nella puntata di Raw del 9 novembre, ha preso parte al torneo per decretare il nuovo WWE World Heavyweight Champion, dove ha perso contro Roman Reigns nel primo round.
Nella puntata di Raw del 18 gennaio 2016, Big Show ha affrontato e sconfitto Heath Slater e ha steso i Social Outcasts, compiendo un turn face per la prima volta dalle Survivor Series del 2014. Alla Royal Rumble, Big Show ha preso parte al Royal Rumble match come il quindicesimo partecipante eliminando Ryback e Titus O'Neil per poi essere eliminato da Braun Strowman. Nella puntata di SmackDown del 28 gennaio, Big Show ha confermato il suo turn face quando ha salvato Roman Reigns, Dean Ambrose e Chris Jericho da un attacco della Wyatt Family. Nella puntata di Raw del 16 febbraio, Big Show ha affrontato Strowman in un match che è terminato in squalifica quando la Wyatt Family ha interferito, fino a quando è stato salvato da Ryback e Kane. Ciò ha portato a un Six-man tag team match a Fastlane, dove Show, Kane e Ryback hanno sconfitto la Wyatt Family. Big Show ha in seguito partecipato all'annuale Andrè the Giant Memorial Battle Royal il 3 aprile a WrestleMania 32 ma è stato eliminato. Nella puntata di Raw del 4 luglio prende parte ad un 16-man Tag Team Elimination match come componente del "Team U.S.A." (insieme ad Apollo Crews, Kane, Jack Swagger, Mark Henry, Zack Ryder e i Dudley Boyz (Bubba Ray Dudley e D-Von Dudley)) contro la "Multinational Alliance" (formata da Sheamus, Alberto Del Rio, Cesaro, Chris Jericho, i Lucha Dragons (Kalisto e Sin Cara), Kevin Owens e Sami Zayn), risultando l'ultimo sopravvissuto assieme a Zack Ryder, il quale ha permesso al suo team di vincere l'incontro.

#### Apparizioni sporadiche (2017–2021)
Con lo Shake-up svoltosi nella puntata di SmackDown del 19 luglio Big Show è stato trasferito nel roster di Raw. Dopo un lunghissimo periodo di assenza di quasi sei mesi, Big Show è tornato nella puntata di Raw del 5 dicembre dove ha affrontato Seth Rollins, perdendo per count-out volontariamente dopo aver attaccato Kevin Owens. Il 29 gennaio Big Show ha partecipato al Royal Rumble match dell'omonimo pay-per-view entrando col numero 9 ma è stato eliminato da Braun Strowman dopo nemmeno due minuti di permanenza. Nella puntata di Raw del 20 febbraio Big Show è stato pesantemente sconfitto da Braun Strowman dopo una buona prestazione. Nella puntata di Raw del 27 febbraio Big Show ha sconfitto facilmente gli Shining Stars (Primo e Epico) in un 2-on-1 Handicap match. Il 5 marzo, a Fastlane, Big Show si è presentato a sorpresa e ha sconfitto Rusev. Nella puntata di Raw del 13 marzo Big Show ha sconfitto facilmente Titus O'Neil. Nella puntata di Raw del 27 marzo Big Show ha confrontato Bo Dallas, Curtis Axel, Jinder Mahal, i Golden Truth (Goldust e R-Truth) e gli Shining Stars in una Over-the-Top-Rope Challenge riuscendo a respingerli tutti. Il 2 aprile, nel Kick-off di WrestleMania 33, Big Show ha partecipato all'annuale André the Giant Memorial Battle Royal ma è stato eliminato. Nella puntata di Raw del 17 aprile Big Show ha affrontato Strowman ma il match è terminato in no contest dopo che i due, in seguito ad un superplex, hanno distrutto il ring. Nella puntata di Raw del 5 giugno Big Show e Enzo Amore hanno sconfitto Luke Gallows e Karl Anderson. Nella puntata di Raw del 31 luglio Big Show è stato sconfitto da Big Cass per squalifica a causa dell'intervento di Enzo Amore. Nella puntata di Raw del 7 agosto Big Show e Enzo Amore sono stati sconfitti da Luke Gallows e Karl Anderson causa distrazione di Cass. La settimana successiva viene aggredito da Cass, Gallows ed Anderson, i quali lo mettono al tappeto, per poi infortunare il gigante alla mano destra (kayfabe). Il 20 agosto, a SummerSlam, Big Show è stato sconfitto da Big Cass in un match in cui Enzo Amore era sospeso sul ring in una gabbia per squali. Nella puntata di Raw del 28 agosto Big Show ha partecipato ad una Battle Royal per determinare il contendente nº1 all'Intercontinental Championship di The Miz ma è stato eliminato da Finn Bálor, Luke Gallows e Karl Anderson. Nel main event della puntata di Raw del 4 settembre Big Show è stato sconfitto da Braun Strowman in uno Steel Cage match; dopo la battaglia Strowman ha infierito sul gigante eseguendo una powerslam sulla parete della gabbia la quale non ha retto il peso di Show facendolo precipitare al di fuori del ring. In seguito è stato reso noto che Big Show ha subito un infortunio all'anca e che dovrà operarsi, rimanendo fuori dalle scene per diversi mesi.
Il 7 ottobre 2018 è stato annunciato che Big Show avrebbe preso parte alla puntata di SmackDown del 9 ottobre in un match contro Randy Orton. In tale match, Big Show è stato sconfitto. Nella puntata di SmackDown 1000 del 16 ottobre, ha effettuato un turn heel attaccando Kofi Kingston durante il match per lo SmackDown Tag Team Championship fra i campioni del New Day (rappresentato da Big E e Xavier Woods) e i The Bar (Cesaro e Sheamus), favorendo di fatto la vittoria degli ultimi due. Nella puntata di SmackDown del 23 ottobre il match fra Big Show e Kingston è terminato in no-contest. Nella puntata di SmackDown del 27 novembre ha attaccato Cesaro nel backstage effettuando un turn face e chiudendo la sua alleanza con i The Bar, ma sparendo per diversi mesi dalle scene.
Dopo un'assenza di oltre un anno, Big Show è tornato a sorpresa nella puntata di Raw del 6 gennaio 2020 facendo coppia con Kevin Owens e Samoa Joe sconfiggendo Seth Rollins e gli AOP per squalifica. Nella puntata di Raw del 13 gennaio Big Show, Kevin Owens e Samoa Joe sono stati sconfitti da Seth Rollins e gli AOP in un Fist Fight a causa dell'intervento di Buddy Murphy. Big Show è poi tornato al termine di WrestleMania 36, dove ha affrontato Drew McIntyre per il WWE Championship venendo sconfitto. Il match è andato in onda nella puntata di Raw del 6 aprile. Nella puntata di Raw del 15 giugno Big Show è apparso brevemente per aiutare gli Street Profits e i Viking Raiders a liberarsi dei ninja di Akira Tozawa. Nella puntata di Raw del 29 giugno Big Show ha sconfitto Andrade e Angel Garza in un 2-on-1 Handicap match. Nella puntata di Raw del 6 luglio Big Show e i Viking Raiders sono stati sconfitti da Andrade, Angel Garza e Randy Orton. Nella puntata di Raw del 20 luglio Big Show è stato sconfitto da Randy Orton in un Unsanctioned match. Il 27 settembre, a Clash of Champions, Big Show è intervenuto a sfavore di Randy Orton nel suo Ambulance match contro Drew McIntyre per il WWE Championship.
Fece la sua ultima apparizione in WWE nella puntata speciale Raw Legends Night del 4 gennaio 2021, dove si confrontò con Randy Orton. Non riuscendo a trovare un accordo per il rinnovo contrattuale a fine febbraio lasciò la federazione dopo 13 anni.

### All Elite Wrestling (2021–presente)
Il 24 febbraio 2021, firmò per la All Elite Wrestling, dove oltre a lottare con il suo vero nome, è un membro del team di commento di AEW Dark: Elevation, show che va in onda dal 15 marzo 2021 sul canale YouTube della federazione.
L'11 agosto a Dynamite, intervenne per salvare il suo collega e amico Tony Schiavone dall'attacco di QT Marshall, Nick Comoroto e Aaron Solow. La settimana successiva fu annunciato il match tra Wight e Marshall per All Out, dove Wight vinse facilmente in pochi minuti.

## Personaggio

### Mosse finali
- Showstopper (Chokeslam)[3]

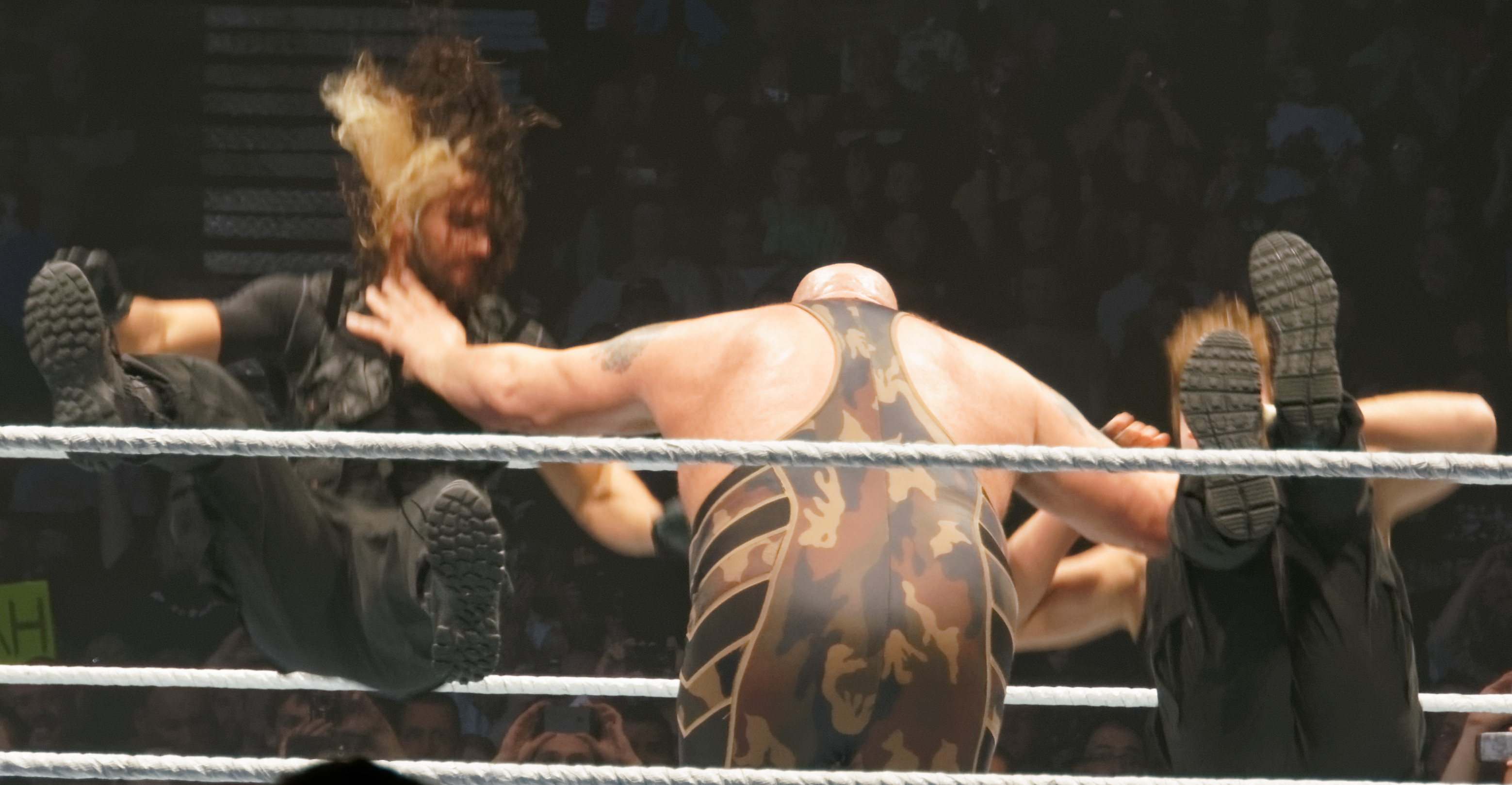
Big Show esegue una doppia chokeslam su Seth Rollins e Dean Ambrose

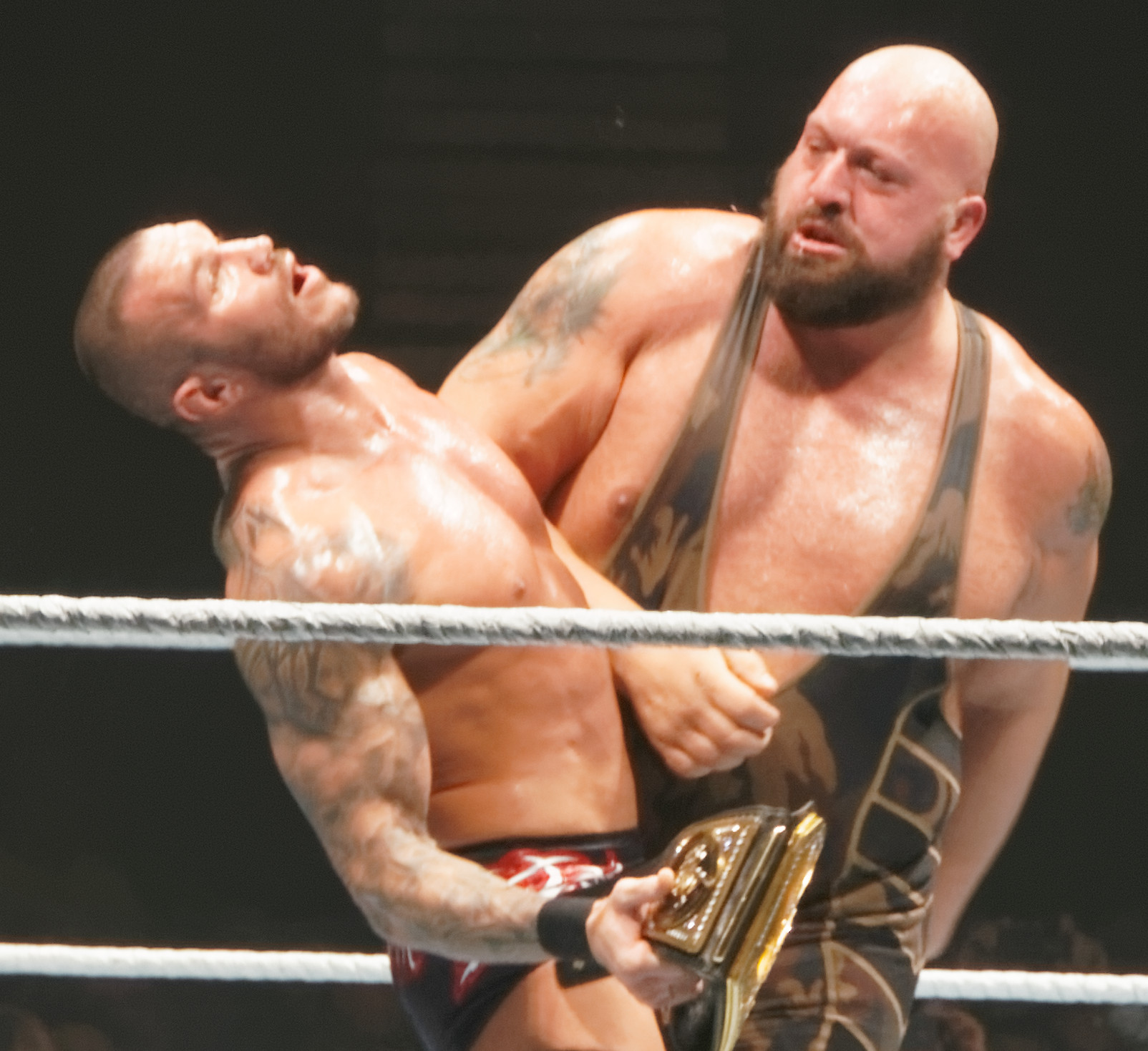
Big Show colpisce Randy Orton con il KO Punch

- Cobra clutch backbreaker, seguita da una spin-out cobra clutch slam  – 2006–2008
- Colossal Clutch (Camel clutch) – 2009–2012[3]
- Final Cut (Spinning headlock elbow drop) – 2001–2002
- KO Punch / WMD (Weapon of Mass Destruction) (Right handed knockout hook) – 2008–presente[3]

### Soprannomi
- "Big Nasty Bastard"
- "Big Banter"
- "The Giant"
- "The World's Largest Athlete"

## Titoli e riconoscimenti
- Pro Wrestling Illustrated
  - Rookie of the Year (1996)[166]
  - Wrestler of the Year (1996)[166]

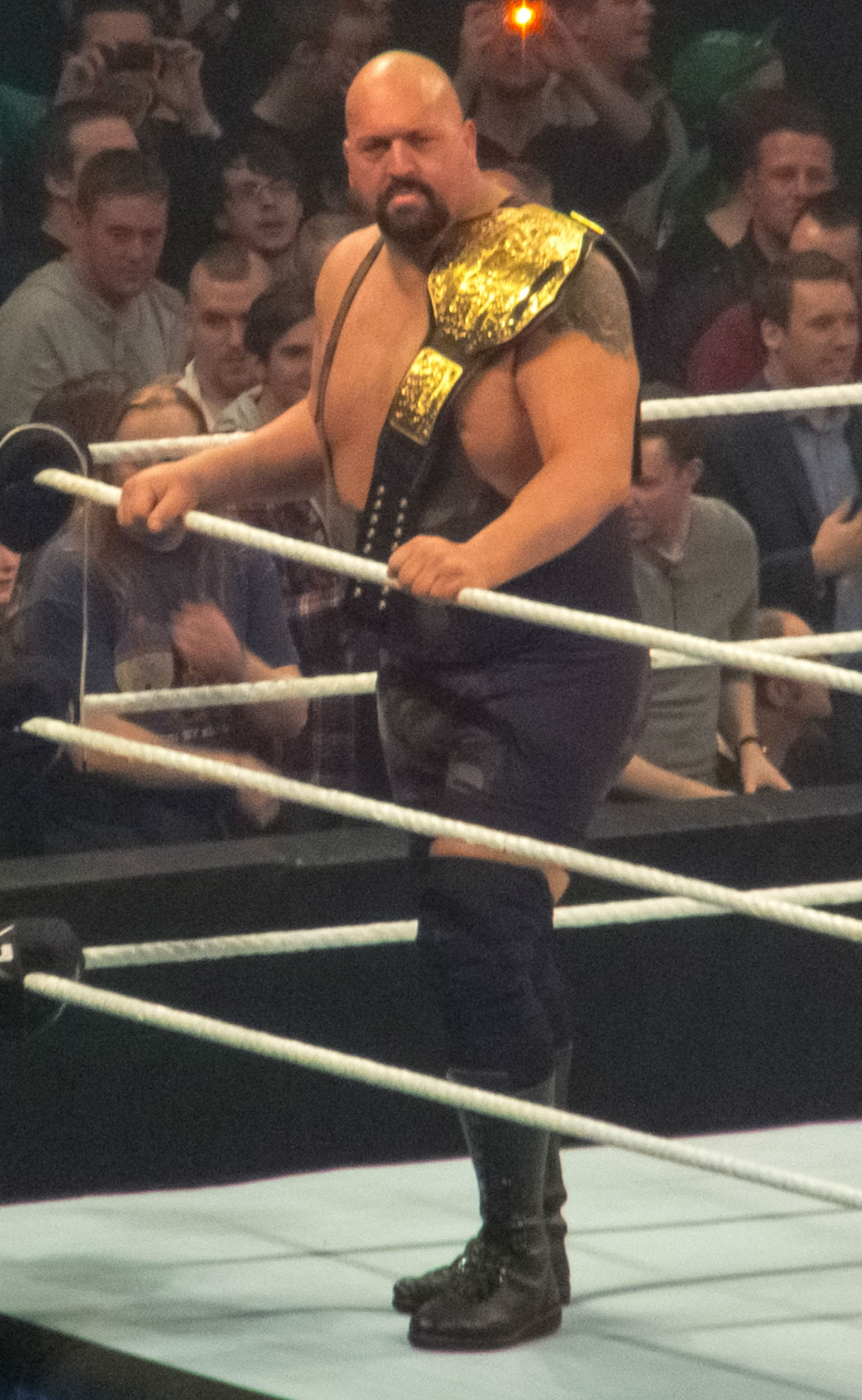
Big Show con il World Heavyweight Championship, titolo che ha vinto due volte

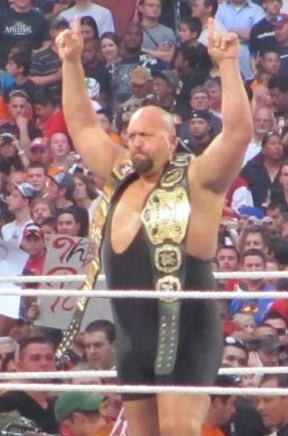
Big Show è un otto volte campione di coppia, avendo conquistato sia il WWE Tag Team Championship (spalla destra), sia il World Tag Team Championship (spalla sinistra)

  - 2º tra i 500 migliori wrestler singoli nella PWI 500 (1996)[167]
  - 137º tra i 500 migliori wrestler singoli nella "PWI Years" (2003)[168]
- World Championship Wrestling
  - WCW World Heavyweight Championship (2)[169][170]
  - WCW World Tag Team Championship (3) – con Lex Luger (1), Scott Hall (1) e Sting (1)
  - WCW World War 3 (1996)
- World Wrestling Federation/Entertainment
  - World Tag Team Championship (5) – con The Undertaker (2), Chris Jericho (1), Kane (1) e The Miz (1)[171][172]
  - WWF Hardcore Championship (3)[173]
  - WWE Tag Team Championship (3) – con Chris Jericho (1), Kane (1) e The Miz (1)[174]
  - World Heavyweight Championship (2)[175][176]
  - WWE Championship (2)[177][178][179]
  - ECW World Championship (1)[180]
  - WWE Intercontinental Championship (1)[181]
  - WWE United States Championship (1)[182]
  - André the Giant Memorial Battle Royal (edizione 2015)
  - Triple Crown Champion
  - Grand Slam Champion (vecchio formato)
  - Grand Slam Champion (nuovo formato)
  - Slammy Award (5)
    - Tag Team of the Year (edizione 2009) - con Chris Jericho[183]
    - "Holy Shit!" Move of the Year (edizione 2011) - con Mark Henry[184]
    - Betrayal of the Year (edizione 2012) - per aver messo K.O. John Cena a Over the Limit
    - "This is Awesome" Moment of the Year (edizione 2013) Per aver messo K.O. Triple H nella puntata di Raw del 4 settembre
    - Match of the Year (edizione 2014) - Team Cena vs. Team Authority alle Survivor Series

- Wrestling Observer Newsletter
  - Most Embarrassing Wrestler (2002)
  - Rookie of the Year (1996)
  - Worst Feud of the Year (1999) - vs. Big Boss Man
  - Q Feud of the Year (2013) - vs. The Authority
  - Worst Wrestler (2001, 2002)

## Filmografia

### Cinema
- Reggie's Prayer, regia di Paul McKellips (1996)
- Una promessa è una promessa (Jingle All the Way), regia di Brian Levant (1996)
- McCinsey's Island, regia di Sam Firstenberg (1998)
- Waterboy, regia di Frank Coraci (1998)
- Little Hercules in 3-D, regia di Mohamed Khashoggi (2009)
- MacGruber, regia di Jorma Taccone (2010)
- Testa di cavolo (Knucklehead), regia di Michael W. Watkins (2010)
- Vendetta, regia di Jen e Sylvia Soska (2015)
- Una famiglia al tappeto (Fighting with My Family), regia di Stephen Merchant (2019)

### Televisione
- One on One – serie TV, episodio 2x10 (2000)
- Star Trek: Enterprise – serie TV, episodio 4x04 (2004)
- Royal Pains – serie TV, episodio 2x03 (2010)
- Supah Ninjas – serie TV, episodi 1x03-2x08 (2011-2013)
- Burn Notice - Duro a morire (Burn Notice) – serie TV, episodio 5x04 (2011)
- Psych – serie TV, episodio 7x03 (2013)
- Happy! – serie TV, 5 episodi (2019)
- Van Helsing – serie TV, episodio 4x10 (2019)
- Lo show di Big Show (The Big Show Show) – serie TV, 8 episodi (2020)

### Doppiatore
- The Jetsons & WWE - Robo-WrestleMania!, regia di Anthony Bell (2017)

### DVD dedicati a Big Show
- Big Show: A Giant's World (2011)[185]

## Doppiatori italiani
Nelle versioni in italiano delle opere in cui ha recitato, Big Show è stato doppiato da:
- Wladimiro Grana in Una promessa è una promessa
- Roberto Draghetti in Royal Pains
- Alessandro Ballico in Psych
- Stefano Albertini in Testa di cavolo
- Alessandro Messina in Una famiglia al tappeto
- Alessandro D'Errico ne Lo show di Big Show

Come doppiatore, è sostituito da:
- Roberto Draghetti in The Jetsons & WWE - Robo-WrestleMania!